# Santho Károly
Santho Károly (Zselíz, 1818. január 28. – Pozsony, 1906. október 21.) pozsonyi kanonok. 

## Élete
Ősi magyar nemes család ivadéka. Szülei Sánthó Ferenc és Csóka Terézia.
Elemi és gimnáziumi iskoláit Esztergomban, a bölcseletet és teológiát 1835-től Nagyszombatban, az enciklopédiai kurzust az esztergomi presbiteriumban végezte. Fölszentelték 1842. július 23-án. Káplán volt Lekéren négy évig. 1846-ban a Religio és Nevelés szerkesztőségébe hívták meg és itt leginkább a Literaturai Lapok (a Religio melléklapja) szerkesztésével és a magyar, latin, német, olasz és francia munkák ismertetésével foglalkozott. Az 1848 elején keletkezett «Jó és olcsó könyvkiadó», később a Szent István Társulat titkárává választották. 1849 január hó elején Lonovics József egri érseket, mint az országgyűlés által kiküldött békekövetség egyik tagját, a német táborba elkisérvén, Bicskén, a főhadiszálláson, az összes békekövetségi tagokkal szintén fogságra jutott, ahonnét azonban, valamint később a pesti Újépületből is mint tökéletesen ártatlan csakhamar kiszabadult. Megromlott egészségi állapotára való tekintettel titkári állásáról lemondott, és 1850-ben káplán lett Tardoskedden és 1851-ben Pest-belvárosban, ahol 13 évig működött. 1864-ben a pozsonyi Emericanum vicerektora és lelkiigazgatója, egyszersmind a Pozsonyi Királyi Jogakadémia hitszónoka, majd nagyszombati szentszéki ülnök, esztergomi tiszteletbeli kanonok, 1888. február 12-én pozsonyi valóságos kanonok lett.
Cikkei a Religio és Nevelésben (1847. Néhány szó a fejedelmi placetumokról, XVI. Gergely pápa); a Magyar Encyclopaediá-nak is munkatársa volt.

## Műve
- Mi üdvösb: Hinni? vagy nem hinni? Franczia után németből szabadon fordítva. Pest, 1846.